# 数学IIIスタンダード演習
数学IIIスタンダード演習（すうがくIIIスタンダードえんしゅう）は東京出版刊大学への数学の増刊号。初版は2008年であった。

## 概略
新数学スタンダード演習の数学III版で、1対1対応の演習の少し上のレベルである。毎年発刊されているが、内容にまったく変化のない年もある。理系の受験生用のテクニックを少々拡張した定理も収められている。難易度はほぼレベルBで典型問題が収録されている。かつてはこの類の書籍は存在していなかった。
この演習のレベルを下回る入門向け書籍に数学IIIの入試基礎 講義と演習がある。こちらは1対1対応の演習でもきつい受験生、もしくは教科書傍用として作られた。こちらはレベルAが中心である。